# Macoubea sprucei
Macoubea sprucei är en oleanderväxtart som först beskrevs av Müll. Arg., och fick sitt nu gällande namn av Markgraf. Macoubea sprucei ingår i släktet Macoubea och familjen oleanderväxter. Inga underarter finns listade i Catalogue of Life.